# Чаловка (Полтавская область)
Чаловка (укр. Чалівка) — село,
Ланновский сельский совет,
Карловский район,
Полтавская область,
Украина.
Код КОАТУУ — 5321682506. Население по переписи 2001 года составляло 258 человек.

## Географическое положение
Село Чаловка находится на левом берегу реки Песчанка,
выше по течению на расстоянии в 3 км расположено село Песчанка (Красноградский район),
ниже по течению на расстоянии в 3,5 км расположено село Редуты.
Река в этом месте пересыхает.
Рядом проходит автомобильная дорога Р-11.